# Pfarrkirche Großheinrichschlag

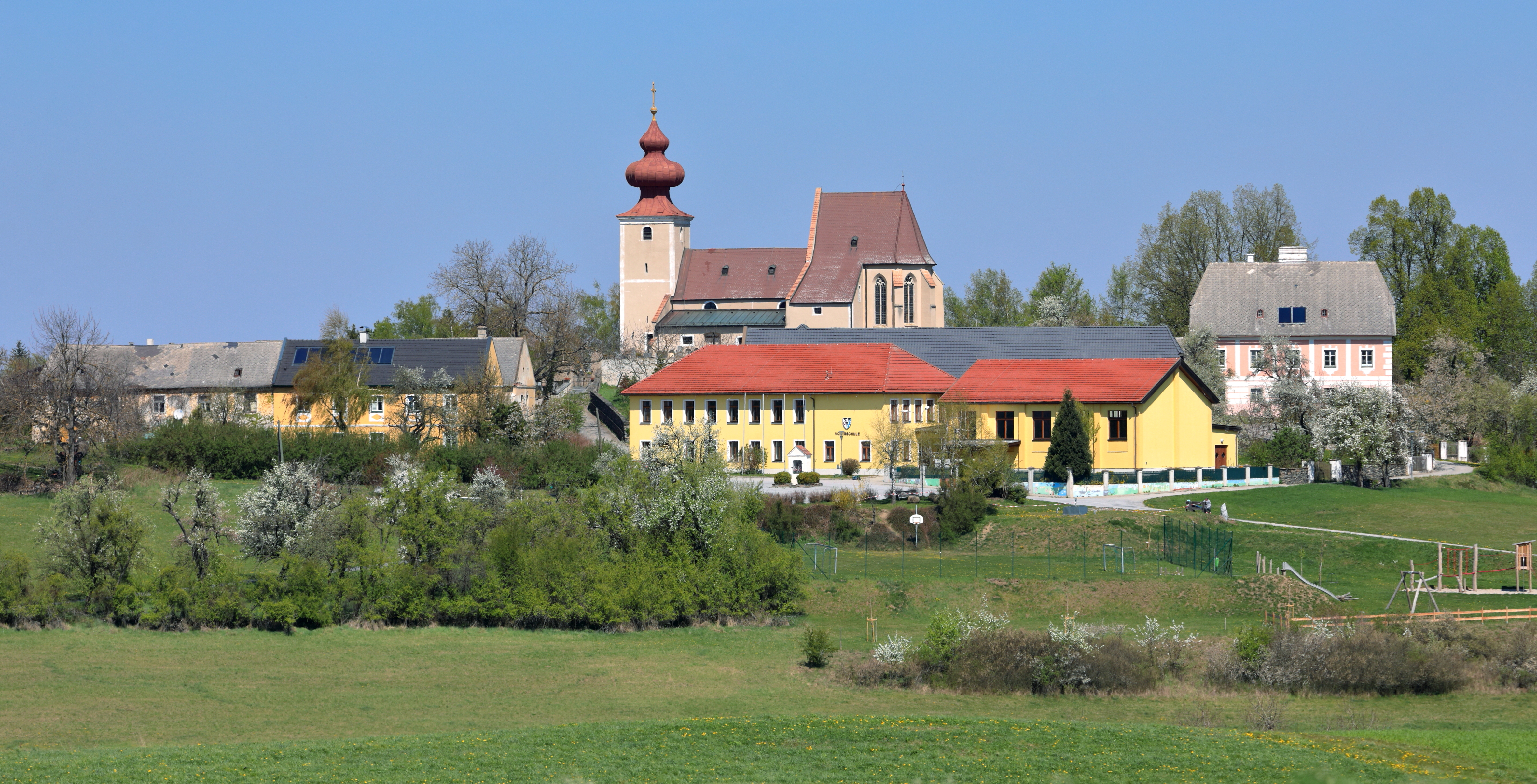
Katholische Pfarrkirche hl. Johannes der Täufer in Großheinrichschlag

Die Pfarrkirche Großheinrichschlag steht weithin sichtbar auf einem Hügel im Kirchweiler St. Johann nördlich außerhalb der Ortschaft Großheinrichschlag in der Gemeinde Weinzierl am Walde im Bezirk Krems-Land in Niederösterreich. Die dem Patrozinium hl. Johannes der Täufer unterstellte römisch-katholische Pfarrkirche – dem Stift Wilhering inkorporiert – gehört zum Dekanat Spitz in der Diözese St. Pölten. Die Kirche und der Friedhof stehen unter Denkmalschutz (Listeneintrag).

## Geschichte
1155 wurde urkundlich eine Kirche genannt. 1159 ging die Kirche mit der Mutterpfarre St. Michael an das Kloster St. Florian. Im 13. Jahrhundert Vikariat wurde im 14. Jahrhundert eine Pfarre gegründet, welche um 1500 unterging. 1568 wurde ein Vikariat wiederhergestellt und 1759 neu zur Pfarre erhoben. Im Jahr 1714 ging die Inkorporation befristet vom Stift St. Florian an das Stift Wilhering, im Jahr 1734 definitiv.
1983/1984 war eine Restaurierung.

## Architektur
Der im Kern romanische Kirchenbau mit einem barocken Langhaus und einem spätgotischen Chor und einem vorgestellten Westturm ist von einem ummauerten Friedhof umgeben.
Das Langhaus mit Lunettenfenstern und einem südlichen niedrigeren Anbau mit zwei großen Kapellen hat nordseitig einen kleinen spätgotischen Kapellenanbau mit kleinen Dreipassfenstern. Der mächtige mittelalterliche Turm ist rechts der Westfront vorgestellt, er trägt einen wuchtigen barocken Zwiebelhelm. Der zum Langhaus stark überhöhte Chor aus 1487 hat wuchtige zweifach abgetreppte Strebepfeiler und zweibahnige Spitzbogenfenster mit Fischblasen- und Vierpassmaßwerk. Im südlichen Chorwinkel ist eine zweigeschoßige Sakristei angebaut.
Das Kircheninnere zeigt ein dreijochiges Langhaus mit Platzlgewölben aus der zweiten Hälfte des 18. Jahrhunderts zwischen breiten seichten Gurtbögen auf Pilastern. Die barocke Westempore ist platzlunterwölbt. Südlich ist das Langhaus mit zwei wuchtigen Spitzbogenarkaden zu zwei Kapellen geöffnet. Nördlich ist das Langhaus zu einem nischenartigen zweijochigen Kapellenanbau aus 1513 mit Kreuzrippengewölben geöffnet, der Scheidbogen steht auf einem Achteckpfeiler. Der nach links versetzte eingezogene spitzbogige Triumphbogen nennt 1487. Der zweijochige Chor mit einem Fünfachtelschluss hat Kreuzrippengewölbe und im Polygon einen siebenzackigen Rippenstern mit durchkreuzten Anläufen. Die spätgotische durchstäbte Sakramentsnische mit einem schmiedeeisernen Steckgitter nennt 1513.

## Ausstattung
Der Hochaltar als barockes Säulenretabel mit Volutenauszug und Opfergangsportalen entstand im dritten Viertel des 18. Jahrhunderts, er trägt im mittigen Baldachin die Statue Maria mit Kind um 1510 und seitlich die Statuen der Heiligen Josef und Anna aus dem zweiten Viertel des 18. Jahrhunderts aus dem Umkreis des Bildhauers Andreas Krimmer, das Auszugsbild Johannes der Täufer entstand im 18. Jahrhundert.
Die Kreuzwegbilder malte August Reiffenauer um 1900.

## Grabdenkmäler
Außen
- Vor dem Eingang ein Fragment eines mittelalterlichen Grabsteines mit einem Ritzkreuz.
- An der Kirche gibt es zahlreiche Inschrifttafeln aus dem 19. Jahrhundert.

Innen
- Platte mit Ritzkreuz und zwei eingeritzten Leuchtern aus dem 13. Jahrhundert.
- Marmorplatte mit reliefiertem Wappen Jörg Haidelberger 1502.
- Grabplatte Leopold Rechberger 1772.